# Arvicanthis blicki
Arvicanthis blicki är en däggdjursart som beskrevs av Frick 1914. Arvicanthis blicki ingår i släktet gräsråttor och familjen råttdjur. IUCN kategoriserar arten globalt som nära hotad. Inga underarter finns listade.

## Utseende
Arten når en kroppslängd (huvud och bål) av 149 till 173 mm, en svanslängd av 87 till 111 mm och en vikt av 104 till 152 g. Bakfötterna är 29 till 32 mm långa och öronen är 17 till 21 mm stora. Håren som bildar ovansidans päls är mörkgråa vid roten, ljus ockra eller silvervita i mitten samt mörk rödbruna till svarta vid spetsen. Pälsen ser därför spräcklig silverbrun ut. På ryggens topp finns en smal längsgående svart strimma. Undersidans hår är bruna vid roten och sedan krämfärgade eller vita. Huvudet kännetecknas av svarta morrhår och avrundade öron. Framför och bakom öronen förekommer en ljus fläck som inte är rödaktig. Arvicanthis blicki saknar tummen vid framtassarna och har ett litet femte finger. Vid bakfoten är stortån och lilltån små. Arten har inga rännor i framtassarna.

## Utbredning
Denna gräsråtta förekommer i ett mindre område på Etiopiens centrala högplatå som ligger 2000 till 4000 meter över havet. Habitatet utgörs av gräsmarker. Arten vistas även i urbaniserade områden.

## Ekologi
Denna gnagare är dagaktiv och den vistas huvudsakligen på marken. Flera individer vilar tillsammans i underjordiska bon som ofta skapades av Tachyoryctes macrocephalus. Gnagaren delar dessutom reviret med Lophuromys melanonyx. Arten har främst blad från olika växter som föda. Honor kan fortplanta sig under hela året men de flesta ungar föds under regntiden. Några honor kan ha två kullar per år och i genomsnitt föds 3 ungar per kull. Individerna jagas av Etiopisk varg och av andra rovlevande djur.